# Silberspekulation der Brüder Hunt
Als die größte Silberspekulation wird die Spekulationsblase im Silbermarkt Mitte der 1970er Jahre bis zum Jahr 1980 betrachtet, die insbesondere mit den Brüdern Nelson Bunker Hunt und William Herbert Hunt in Verbindung gebracht wird. Diese kauften im Zusammenspiel mit vermögenden Geschäftsleuten aus Saudi-Arabien riesige Mengen an Silber sowie Silberkontrakten an den Warenterminbörsen und versuchten, den Silbermarkt zu beherrschen. Angelockt durch die steigenden Preise und intensive Berichterstattung in den Medien sprangen immer mehr Anleger auf den Spekulationszug auf und verstärkten den Preisanstieg.
Insgesamt kauften die Hunts und ihre Partner circa 150 Millionen Unzen (4.700 Tonnen) physisches Silber sowie ca. 200 Millionen Unzen (6.200 Tonnen) Silber an der Warenterminbörse COMEX in New York.

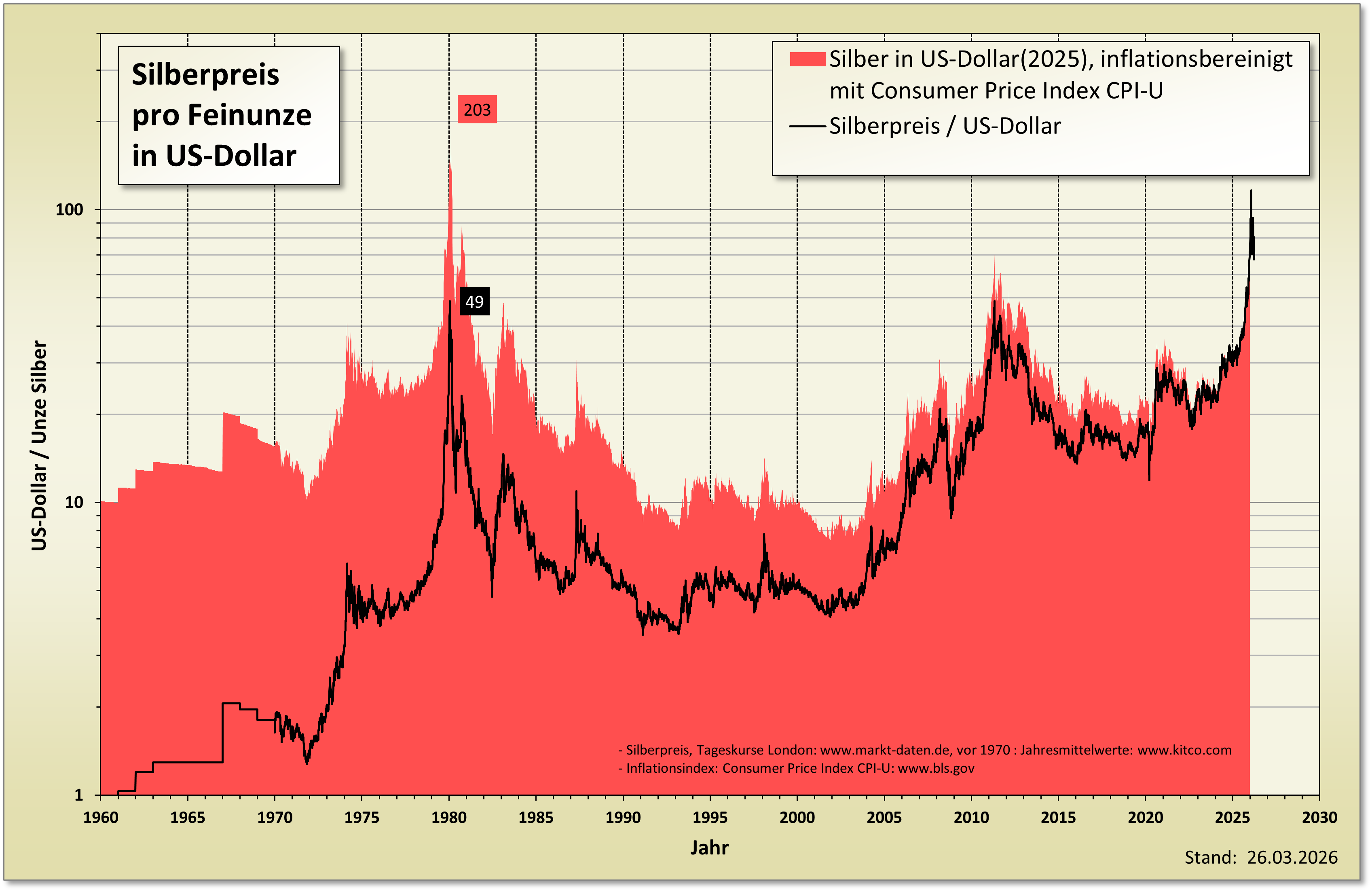
Historischer Silberpreis in US-Dollar (logarithmische Skala)

Das physische Silber ließen die Hunts teils in eigens gecharterten Frachtflugzeugen nach Zürich und London bringen, auch weil sie dem amerikanischen Staat nicht trauten und eine Konfiszierung befürchteten. Im Jahre 1933 hatte Präsident Roosevelt den privaten Goldbesitz in den USA unter Androhung drakonischer Strafen verboten und alles Gold, das nicht rechtzeitig in Papiergeld getauscht worden war, wurde beschlagnahmt. Dieses Goldbesitzverbot galt bis in das Jahr 1974. Der Preis für eine Unze (31,1035 Gramm) Silber stieg von unter 2 Dollar im Jahre 1973 bis auf 50 Dollar im Januar 1980, um anschließend zusammenzubrechen. In den Folgejahren fiel der Silberpreis auf unter 5 US-Dollar pro Feinunze und verharrte auf diesem Preisniveau für über zwanzig Jahre.

## Das Ende der Spekulation
Während es den Hunts gelang, ihr physisches Silber in Sicherheit zu bringen, wurden ihnen die Geschäfte an der Warenterminbörse zum Verhängnis. Sie kauften bei weiter steigendem Silberpreis immer größere Mengen an Silberkontrakten an der New York Commodities Exchange (COMEX), zuletzt teilweise auf Kredit.
Als Mitte Januar 1980 der Silberpreis auf fast 50 Dollar pro Unze stand, handelte die Börsenaufsicht und änderte mit Einführung der Silver Rule 7 die Regeln an der COMEX. Es durften de facto keine weiteren Käufe mehr getätigt, also keine neuen Long-Positionen mehr eingegangen werden. Es wurde ein liquidation-only-Handel angeordnet: es durften nur noch bestehende Long-Positionen gegen bestehende Short-Positionen ausgeglichen werden.
Damit konnte der Silberpreis nur noch fallen, und das tat er auch sofort, zumal die short-positionierten Großbanken ihre Kaufgebote kräftig nach unten setzten. Zusätzlich beschleunigt wurde der Niedergang des Silberpreises durch die panikartigen Verkäufe tausender kleiner Spekulanten und Anleger, die dem Beispiel der Hunts gefolgt waren. Außerdem waren große Mengen physischen Silbers auf dem Markt aufgetaucht, weil Privatleute aufgrund des Preisanstieges – der Silberpreis hatte sich in wenigen Jahren mehr als verzwanzigfacht – in großem Maßstab Silbergegenstände, Schmuck, Besteck und Silbermünzen verkauften und einschmelzen ließen. Auch die alte silberhaltige 5-DM-Münze wurde 1975 gegen eine silberfreie ausgetauscht.
Das führte zu dramatischen Verlusten bei den Long-Positionen der Hunts, die diesen Wertverfall umgehend in bar ausgleichen mussten – aber nicht konnten. Um ihren Zahlungsverpflichtungen nachzukommen, mussten sie Teile ihrer Long-Positionen zu jedem Preis verkaufen, was den Preisverfall weiter beschleunigte. Innerhalb weniger Wochen waren viele Milliarden Dollar zu bezahlen, die das gesamte Vermögen aufzehrten, bis schließlich der Bankrott erklärt werden musste.

## Die Nachwirkungen der Huntschen Silberspekulation
Der an den Gebrüdern Hunt und ihrer Spekulation festgemachte Anstieg und anschließende Zusammenbruch des Silberpreises, der damals auch unzähligen Privatanlegern erhebliche Verluste bescherte, hat den Silbermarkt psychologisch nachhaltig beschädigt. Es folgte nach 1980 für Silber ein über 20 Jahre langer Bärenmarkt mit fallenden oder stagnierenden Preisen, der erst im Jahr 2004 sein Ende gefunden zu haben schien.
Das Huntsche Trauma und die Legenden um ihren tiefen Fall sind nach wie vor tief in der Psychologie des Silbermarktes verwurzelt und haben zweifellos das Silber als Geldanlage-Medium bei der breiten Masse von Anlegern sowie Finanzfachleuten in Verruf gebracht. Noch heute – über 40 Jahre nach ihrem Scheitern – wird kaum ein für die breitere Öffentlichkeit gedachter Beitrag über das Silber geschrieben, in dem nicht die Gebrüder Hunt und ihr Scheitern im Silbermarkt als abschreckendes Beispiel zitiert werden.

## Das finanzpolitische Umfeld der 1970er Jahre
Die Silberkäufe der Hunts waren allerdings nicht der einzige Grund, wahrscheinlich nicht einmal der Hauptgrund für den starken Silberpreisanstieg gewesen. Die 1970er Jahre waren gekennzeichnet durch große Verunsicherung der Finanzwelt, Ölkrise, bedrohliche Kriege und Krisen (Jom-Kippur-Krieg, Sturz des Schahs im Iran, Afghanistan-Krieg), den massiven Anstieg der Staatsverschuldung der USA durch den Vietnamkrieg, massive Ausweitung der (Papier-)Geldmenge, hohe Inflationsraten verbunden mit hohen Inflationsängsten und nachfolgend Flucht der Kapitalanleger in Sachwerte. So stieg auch der Goldpreis von 35 US$ im Jahr 1970 auf 850 US$ im Jahr 1980.

## Trivia
Die Juwelierkette Tiffany & Co. schaltete angesichts der Knappheit eine ganzseitige Anzeige in der New York Times, in der es den Brüdern indirekt verantwortungsloses Handeln vorwarf: „Wir halten es für unverschämt, dass jemand Silber im Wert von mehreren Milliarden – ja, Milliarden! – Dollar hält und den Preis damit so hochtreibt, dass andere künstlich hohe Preise für Silberartikel bezahlen müssen.“